# Nananu i Ra
Nananu-i-Ra je fidžijský ostrov přibližně 1,5 km severně od Viti Levu, jednoho ze dvou hlavních fidžijských ostrovů. Leží v oblasti Rakiraki fidžijského okresu Ra. Ostrov má maximální výšku 180 metrů. Ostrov je obklopen korálovým útesem s mnoha druhy korálů. Část ostrova je lemována mangrovovým porostem a z vrcholku je krásný výhled na Viti Levu. Dříve bývala na jeho vrcholu vesnice.
Fidžijská legenda říká že Nanu i Ra je místem kudy duše zemřelých opouštějí tento svět na cestě do posmrtného života.